# 呂宋沙鰈
呂宋沙鰈（学名：Samariscus luzonensis）為輻鰭魚綱鰈形目鰈亞目冠鰈科的一種熱帶海水魚，其种加词“luzonensis”意为“菲律宾吕宋岛的”。分布於西太平洋呂宋島西部海域，棲息深度82-90公尺，體長可達7.6公分，棲息在底層水域，以小型底棲生物為食，生活習性不明。